# San Frumenzio ai Prati Fiscali (titolo cardinalizio)
San Frumenzio ai Prati Fiscali (in latino: Titulus Sancti Frumentii ad Prata Fiscalia) è un titolo cardinalizio istituito da papa Giovanni Paolo II nel concistoro del 28 giugno 1988. Il titolo insiste sulla chiesa di San Frumenzio, sita nella zona Val Melaina e sede parrocchiale dal 18 marzo 1968.
Dal 27 agosto 2022 il titolare è il cardinale Robert Walter McElroy, arcivescovo metropolita di Washington.

## Titolari
- Alexandre José Maria dos Santos (28 giugno 1988 - 29 settembre 2021 deceduto)
- Robert Walter McElroy, dal 27 agosto 2022